# Przerwane objęcia
Przerwane objęcia (hiszp.: Los abrazos rotos) – hiszpański dramat z 2009 w reżyserii Pedra Almodóvara, nawiązujący do jego wcześniejszego filmu Kobiety na skraju załamania nerwowego (1988). Zdjęcia kręcono w Madrycie oraz na Wyspach Kanaryjskich (Lanzarote, Gran Canaria).
Polska premiera filmu odbyła się 25 września 2009.

## Obsada
- Penélope Cruz jako Lena
- Lluís Homar jako Mateo Blanco / Harry Caine
- Blanca Portillo jako Judit García
- José Luis Gómez jako Ernesto Martel
- Tamar Novas jako Diego
- Rubén Ochandiano jako Ray X
- Lola Dueñas jako kobieta czytająca z ruchu warg
- Ángela Molina jako matka Leny
- Rossy de Palma jako Julieta
- Chus Lampreave jako Portera
- Kiti Manver jako Madame Mylene
- Carmen Machi jako Chon
- Carlos Leal